# Chaminuka (cràter)
Chaminuka és un cràter sobre la superfície del planeta nan Ceres, situat amb el sistema de coordenades planetocèntriques a -51.44 ° de latitud nord i 145.7 ° de longitud est. Fa un diàmetre de 122 km. El nom va ser fet oficial per la UAI el 15 d'octubre del 2015 i fa referència a Chaminuka, esperit que aporta pluja en temps de sequera de la mitologia xona.